# Big West Conference
Big West Conference (BWC) je NCAA konferencija koja se nalazi u NCAA Diviziji I. Sva sveučilišta u ovoj konferenciji se nalaze u Kaliforniji. Koferencija je u početku formirana kao Pacific Coast Athletic Association (PCAA), a 1988. promijenila je ime u BWC. Podupire mnoge sportove, a jedna je od rijetkih konferencija u kojima nema natjecanja za football.

## Sportovi
Sportovi u BWC
| Sport              | Muški timovi | Ženski timovi |
| ------------------ | ------------ | ------------- |
| Bejzbol            | 9            | -             |
| Košarka            | 9            | 9             |
| Odbojka na pijesku | -            | 6             |
| Cross trčanje      | 8            | 9             |
| Golf               | 9            | 8             |
| Nogomet            | 8            | 9             |
| Softball           | -            | 8             |
| Tenis              | 6            | 9             |
| Odbojka            | 6            | 9             |
| Vaterpolo          | -            | 6             |

Muški timovi po sportovima
| Škola                    | Bejzbol | Košarka | Cross trčanje | Golf | Nogomet | Tenis | Odbojka |
| ------------------------ | ------- | ------- | ------------- | ---- | ------- | ----- | ------- |
| Cal Poly San Luis Obispo | Da      | Da      | Da            | Da   | Da      | Da    | Ne      |
| Cal State Fullerton      | Da      | Da      | Da            | Da   | Da      | Ne    | Ne      |
| Cal State Northridge     | Da      | Da      | Da            | Da   | Da      | Ne    | Da      |
| Hawaiʻi                  | Da      | Da      | Ne            | Da   | Ne      | Da    | Da      |
| Long Beach State         | Da      | Da      | Da            | Da   | Ne      | Ne    | Da      |
| UC Davis                 | Da      | Da      | Da            | Da   | Da      | Da    | Ne      |
| UC Irvine                | Da      | Da      | Da            | Da   | Da      | Da    | Da      |
| UC Riverside             | Da      | Da      | Da            | Da   | Da      | Da    | Ne      |
| UC Santa Barbara         | Da      | Da      | Da            | Da   | Da      | Da    | Da      |

Ženski timovi po sportovima
| Škola                    | Košarka | Odbojka na pijesku | Cross trčanje | Golf | Nogomet | Softball | Tenis | Odbojka | Vaterpolo |
| ------------------------ | ------- | ------------------ | ------------- | ---- | ------- | -------- | ----- | ------- | --------- |
| Cal Poly San Luis Obispo | Da      | Da                 | Da            | Da   | Da      | Da       | Da    | Da      | Ne        |
| Cal State Fullerton      | Da      | Ne                 | Da            | Da   | Da      | Da       | Da    | Da      | Ne        |
| Cal State Northridge     | Da      | Da                 | Da            | Da   | Da      | Da       | Da    | Da      | Da        |
| Hawaiʻi                  | Da      | Da                 | Da            | Da   | Da      | Da       | Da    | Da      | Da        |
| Long Beach State         | Da      | Da                 | Da            | Da   | Da      | Da       | Da    | Da      | Da        |
| UC Davis                 | Da      | Ne                 | Da            | Da   | Da      | Da       | Da    | Da      | Da        |
| UC Irvine                | Da      | Ne                 | Da            | Da   | Da      | Ne       | Da    | Da      | Da        |
| UC Riverside             | Da      | Ne                 | Da            | Da   | Da      | Da       | Da    | Da      | Ne        |
| UC Santa Barbara         | Da      | Ne                 | Da            | Ne   | Da      | Da       | Da    | Da      | Da        |

## Škole
BWC se sastoji od 9 stalnih i 3 afilijatnih škola

### Stalne škole
| Škola                                                              | Nadimak                             | Lokacija                    | Pridružili se BWC |
| ------------------------------------------------------------------ | ----------------------------------- | --------------------------- | ----------------- |
| California Polytechnic State University (Cal Poly San Luis Obispo) | Mustangs                            | San Luis Obispo, California | 1996              |
| California State University, Fullerton (CSUF)                      | Titans                              | Fullerton, California       | 1974              |
| California State University, Northridge (CSUN)                     | Matadors                            | Northridge, California      | 2001              |
| University of Hawaii at Manoa (Hawaiʻi)                            | Rainbow Warriors and Rainbow Wahine | Honolulu, Hawaii            | 2012              |
| California State University, Long Beach (Long Beach State)         | 49ers                               | Long Beach, California      | 1969              |
| University of California, Davis (UC Davis)                         | Aggies                              | Davis, California           | 2007              |
| University of California, Irvine (UC Irvine)                       | Anteaters                           | Irvine, California          | 1977              |
| University of California, Riverside (UC Riverside)                 | Highlanders                         | Riverside, California       | 2001              |
| University of California, Santa Barbara (UC Santa Barbara)         | Gauchos                             | Santa Barbara, California   | 1969              |

### Afilijatne škole
| Škola                                                     | Nadimak     | Lokacija                | Pridružili se BWC                                | Originalna konferencija | Sportovi u kojima se natječu u BWC |
| --------------------------------------------------------- | ----------- | ----------------------- | ------------------------------------------------ | ----------------------- | ---------------------------------- |
| California State University, Sacramento(Sacramento State) | Hornets     | Sacramento, California  | 2012. (muški nogomet) 2015. (odbojka na pijesku) | Big Sky                 | muški nogomet odbojka na pijesku   |
| California State University, Bakersfield(CSUB)            | Roadrunners | Bakersfield, California | 2015.                                            | WAC                     | odbojka na pijesku                 |
| University of California, San Diego(UC San Diego)         | Tritons     | San Diego, California   | 2017. (muška odbojka) 2019. (ženski vaterpolo)   | CCAA (D–II)             | muška odbojka ženski vaterpolo     |